# Dolly Rathebe
Dolly Rathebe (Randfontain, 2 de abril de 1928 – 16 de setembro de 2004) foi uma atriz e cantora de jazz sul-africana.

## Biografia
Dolly Rathebe nasceu a oeste de Joanesburgo, mas nas décadas de 1930 e 1940 ela cresceu em Sophiatown, onde frequentou o ambiente diferenciado do lugar, tanto política quanto culturalmente, ali começando a cantar em bandas de jazz do lugar e em pequenos clubes até ser descoberta em 1949 e logo participou no papel principal de um dos primeiros filmes sul-africanos voltado ao público negro, chamado "Jim Comes to Joburg"; apesar não ter qualquer treinamento para atuar, ela, contudo, fez enorme sucesso como cantora e se tornou a primeira estrela do cinema africano.
A partir do sucesso do filme também sua carreira ganhou grande impulso, aparecendo na capa da revista local "Drum"; durante uma sessão de fotos com o fotógrafo do periódico Jürgen Schadeberg, ambos foram presos por violarem as leis do apartheid, o que aumentou-lhe o número de fãs, se tornando uma figura querida no país e seu nome "dolly" acabou se tornando uma gíria na cidade em que vivia com o significado de "tudo bem".
Na década de 1950 ela excursionou pelo país e nações da região, principalmente com bandas sul-africanas como a Manhattan Stars ou a Harlem Swingsters e em 1962 integrou o elenco da produção local do musical "King Kong", que fez sucesso no Reino Unido e, após o massacre de Sharpeville, muitos dos seus artistas ficaram exilados. Dolly, contudo, retornou ao país mas, com o deslocamento das comunidades originais para distritos dormitórios e com a perda dos grandes talentos do cenário cultural, as manifestações musicais entraram em declínio no país; em meados da década de 1960 ela experimentou um breve renascimento quando se juntou ao grupo Elite Swingsters, que teve sucesso internacional, mas nunca com a fama de antes.
Ela então se aposentou da carreira musical e se instalou em Mobopane em 1971, uma comunidade próxima a Pretória, e apenas ocasionalmente gravando algo em estúdio, a última delas com o grupo Elite Swingsters em 1991.
Segundo registrou o governo sul-africano ao lhe conceder a Ordem de Ikhamanga em prata, em 2004, "em seus últimos anos Rathebe se ocupou com o trabalho comunitário e o desenvolvimento. Motivada pela necessidade de ajudar os pobres e menos afortunados, ela foi fundamental na construção de um salão comunitário em Mabopane e financiou a construção de um centro chamado Meriting kwaDolly, ("Retiro da Dolly") na vila de Sofasonke perto Klipgat, ao norte de Pretória. Ela era membra do comitê executivo da Liga das Mulheres Ikageng". Ela, entretanto, "faleceu logo após ter sido indicada para honras nacionais".